# Пам'ятки культурної спадщини Нараївської громади
У статті наведений перелік об'єктів культурної спадщини Нараївської громади Тернопільського району Тернопільської области України.

## Пам'ятки археології
| №  | Назва                  | Дата | Адреса | Охоронний номер | Документ про взяття на облік                                                       |
| -- | ---------------------- | --- | --- | --------------- | ---------------------------------------------------------------------------------- |
| 1  | Поселення Двірці І     | черняхівська культура (кін. ІІ- поч. V ст. н. е.); празько-корчацька культура (V – VII ст.) | с. Двірці, 1,7 км на північний-захід від села, лівий берег р. Золота Липа, нижня частина схилу | 1564            | Наказ управління культури обласної державної адміністрації від 27.01.2010 № 16     |
| 2  | Поселення Двірці ІІ    | комарівсько-тшинецька культура (XV – ХІІ ст. до н. е.); давньоруський час (ХІІ – ХІІІ ст.) | с. Двірці, 0,5-0,7 км на захід від села, лівий берег р. Золота Липа, в нижній частині пологого схилу | 1565            | Наказ управління культури обласної державної адміністрації від 27.01.2010 № 16     |
| 3  | Поселення Демня І      | висоцька культура (XI — VI ст. до н. е.); давньоруський час (ХІІ – ХІІІ ст.) | с. Демня, східна околиця села, на мисоподібному південному схилі пагорба, утвореного лівим берегом р. Нараївка та правим берегом її притоки | 1273            | Наказ управління культури обласної державної адміністрації від 27.01.2010 № 16     |
| 4  | Поселення Лапшин І     | давньоруський час (ХІІ – ХІІІ ст.) | с. Лапшин, 1 км на південь від села, південні схили безіменного струмка, який на 200 м нижче впадає в р. Золота Липа | 1568            | Наказ управління культури обласної державної адміністрації від 27.01.2010 № 16     |
| 5  | Поселення Лапшин ІІ    | комарівсько-тшинецька культура (XV – ХІІ ст. до н. е.); черняхівська культура (кін. ІІ- поч. V ст. н. е.) | с. Лапшин, північна частина села, південні схили безіменного струмка, який на 300 м нижче впадає в р. Золота Липа | 1569            | Наказ управління культури обласної державної адміністрації від 27.01.2010 № 16     |
| 6  | Поселення Лапшин ІІІ   | висоцька культура (кінець VII – ІХ ст.); черняхівська культура (кін. ІІ- поч. V ст. н. е.); раннє середньовіччя (ХІІ – ХІІІ ст.), давньоруська культура | с. Лапшин, 1 км на південний захід від господарського двору, що при дорозі Бережани - Нараїв | 4410-Тр         | Наказ Міністерства культури України від 28.01.2014 № 42                            |
| 7  | Поселення Лапшин IV    | висоцька культура (кінець VII – ІХ ст.); черняхівська культура (кін. ІІ- поч. V ст. н. е.); раннє середньовіччя (ХІІ – ХІІІ ст.); давньоруська культура | с. Лапшин (колишній хутір Малиниська), 690 м на південний захід від господарських споруд, які при дорозі Бережани - Нараїв | 4411-Тр         | Наказ Міністерства культури України від 28.01.2014 № 42                            |
| 8  | Поселення Лапшин V     | давньоруський час (ХІІ – ХІІІ ст.) | с. Лапшин, 440 м на південь від господарської споруди, яка при дорозі Бережани – Нараїв, на схід від поселення Лапшин ІІІ | 1599            | Наказ управління культури обласної державної адміністрації від 27.01.2010 № 16     |
| 9  | Поселення Лапшин VI    | пізній палеоліт (40-10 тис. років тому) | с. Лапшин, 0,4 км на південний захід від крайніх садиб при дорозі Нараїв – Бережани; на північ від саду на пологих схилах височини, які мають східну експозицію; з північної і східної сторін межі поселення окреслено руслами потічків – правих приток річки Золота Липа | 2092            | Наказ управління культури обласної державної адміністрації від 18.09.2018 № 120-од |
| 10 | Поселення Писарівка І  | давньоруська культура (ХІІ – ХІІІ ст.) | с. Писарівка, південні околиці села, обабіч дороги Писарівка – Рекшин, перша надзаплавна тераса правого берега р. Золота Липа | 4416-Тр         | Наказ Міністерства культури України від 28.01.2014 № 42                            |
| 11 | Поселення Писарівка ІІ | давньоруський час (ХІІ – ХІІІ ст.) | с. Писарівка, 1,5 км на південь від села, праворуч від дороги Писарівка - Рекшин, перша надзаплавна тераса р. Золота Липа | 1559            | Наказ управління культури обласної державної адміністрації від 27.01.2010 № 16     |
| 12 | Поселення Поточани І   | давньоруський час (ХІІ – ХІІІ ст.) | с. Поточани, 1,5 км на північ від автодороги Рекшин-Поточани, лівий берег р. Золота Липа. З південної та південно-західної частини мису, над заплавою лівого берега | 1560            | Наказ управління культури обласної державної адміністрації від 27.01.2010 № 16     |
| 13 | Поселення Поточани ІІ  | пшеворська культура (І-ІІ ст. н.є.) | с. Поточани, з обох сторін дороги Рекшин – Поточани, лівий берег р. Золота Липа, середня частина мису | 1561            | Наказ управління культури обласної державної адміністрації від 27.01.2010 № 16     |
| 14 | Поселення Поточани ІІІ | давньоруський час (ХІІ – ХІІІ ст.) | с. Поточани, навпроти с. Рекшин, лівий берег р. Золота Липа | 1745            | Наказ управління культури обласної державної адміністрації від 27.01.2010 № 16     |
| 15 | Поселення Рекшин І     | пшеворська культура (І-ІІ ст. н.е.) | с. Рекшин, північна частина села, південніше ферми, правий берег р. Золота Липа, справа від дороги Рекшин - Двірці, 1-а надзаплавна тераса | 1562            | Наказ управління культури обласної державної адміністрації від 27.01.2010 № 16     |
| 16 | Поселення Рекшин ІІ    | давньоруський час (ХІІ – ХІІІ ст.) | с. Рекшин, 1,8 км на південь від села, правий берег р. Золота Липа, 1-а надзаплавана тераса | 1563            | Наказ управління культури обласної державної адміністрації від 27.01.2010 № 16     |
| 17 | Поселення Рогачин І    | комарівсько-тшинецька культура (XV – ХІІ ст. до н. е.); голіградська культура (ХІ-VII ст. до н. е.); черепино-лагодівська група; черняхівська культура (кін. ІІ- поч. V ст. н. е.); лука-райковецька культура (кінець VII – ІХ ст.); давньоруський час (ХІІ – ХІІІ ст.) | с. Рогачин, східні околиці села, біля заводу, на південно-західному схилі мису по лівому березі р. Нараївка | 1376            | Наказ управління культури обласної державної адміністрації від 27.01.2010 № 16     |

## Пам'ятки архітектури
| №  | Назва                                                | Дата            | Адреса       | Охоронний номер | Документ про взяття на облік                                |
| -- | ---------------------------------------------------- | --------------- | ------------ | --------------- | ----------------------------------------------------------- |
| 1. | Церква мощів св. Параскеви (мур.)                    | 1898 р.         | с. Куряни    | 354             | рішення Тернопільського облвиконкому від 31.03.1992 р. № 30 |
| 2. | Церква Успіння Пречистої Діви Марії (мур.)           | 1928 р.         | с. Вербів    | 350             | рішення Тернопільського облвиконкому від 31.03.1992 р. № 30 |
| 3. | Церква св. Миколая (мур.)                            | 1881 р.         | с. Лапшин    | 356             | рішення Тернопільського облвиконкому від 31.03.1992 р. № 30 |
| 4. | Церква Воздвиження Чесного Хреста                    | 1891 р.         | с. Нараїв    | 360             | рішення Тернопільського облвиконкому від 31.03.1992 р. № 30 |
| 5. | Церква (мур.)                                        | початок ХІХ ст. | с. Підвисоке | 355             | рішення Тернопільського облвиконкому від 31.03.1992 р. № 30 |
| 6. | Церква св. Миколая (мур.)                            | 1908 р.         | с. Поточани  | 367             | рішення Тернопільського облвиконкому від 31.03.1992 р. № 30 |
| 7. | Церква Введення в храм Пресвятої Діви Марії(мур.)    | 1877 р.         | с. Рекшин    | 366             | рішення Тернопільського облвиконкому від 31.03.1992 р. № 30 |
| 8. | Церква св. Великомученика Георгія Побідоносця (мур.) | 1911 р.         | с. Рогачин   | 371             | рішення Тернопільського облвиконкому від 31.03.1992 р. № 30 |
| 9. | Церква св. Анни (мур.)                               | 1870 р.         | с. Волиця    | 372             | рішення Тернопільського облвиконкому від 31.03.1992 р. № 30 |

## Пам'ятки історії
| №  | Назва                                                                     | Дата          | Адреса                                                                | Охоронний номер | Документ про взяття на облік |
| -- | ------------------------------------------------------------------------- | ------------- | --------------------------------------------------------------------- | --------------- | --- |
| 1  | Пам'ятний знак (хрест) на честь скасування панщини                        | 1848          | с. Вербів, біля церкви                                                | 3094            | Наказ управління культури Тернопільської обласної державної адміністрації від 27.01.2010 р. № 16                                                             |
| 2  | Пам'ятний знак (стела) на честь 550-річчя заснування села                 | 1998          | с. Вербів, біля церкви                                                | 3095            | Наказ управління культури Тернопільської обласної державної адміністрації від 27.01.2010 р. № 16                                                             |
| 3  | Пам'ятний знак воїнам-землякам, які загинули в роки Другої світової війни | 1985 р.       | с. Вербів, біля школи                                                 | 951             | Рішення виконкому Тернопільської обласної ради від 26.08.1986 р. № 250                                                                                       |
| 4  | Могила невідомого Українського Січового Стрільця                          |               | с. Вербів, кладовище                                                  | 3092            | Наказ управління культури Тернопільської обласної державної адміністрації від 27.01.2010 р. № 16                                                             |
| 5  | Могила невідомого Українського Січового Стрільця                          |               | с. Вербів, кладовище                                                  | 3093            | Наказ управління культури Тернопільської обласної державної адміністрації від 27.01.2010 р. № 16                                                             |
| 6  | Пам'ятний знак «Борцям за волю України»                                   |               | с. Вербів, центр, біля клубу                                          | 3091            | Наказ управління культури Тернопільської обласної державної адміністрації від 27.01.2010 р. № 16                                                             |
| 7  | Кладовище турецьких воїнів                                                | 1916 р.       | с. Гутисько (навпроти залізничної станції)                            | 3099            | Наказ управління культури Тернопільської обласної державної адміністрації від 27.01.2010 р. № 16                                                             |
| 8  | Пам'ятний знак (хрест) на честь скасування панщини                        | 1848 р.       | с. Двірці, навпроти кладовища, біля нової церкви                      | 4415-Тр (3100)  | Наказ управління культури Тернопільської обласної державної адміністрації від 27.01.2010 р. № 16, Наказ Міністерства культури України від 28.01.2014 р. № 42 |
| 9  | Пам'ятний знак (хрест) на честь скасування панщини                        | 1848 р.       | с. Лапшин                                                             | 3105            | Наказ управління культури Тернопільської обласної державної адміністрації від 27.01.2010 р. № 16                                                             |
| 10 | Пам'ятний знак (хрест) «За тверезість»                                    | 1987 р.       | с. Нараїв, біля церкви                                                | 1163            | Рішення виконкому Тернопільської обласної ради від 25.10.1988 р. № 243                                                                                       |
| 11 | Братська могила жертв комуністичного тоталітарного режиму                 | літо 1990 р.  | с. Нараїв, вул. Центральна, кладовище, біля дороги                    | 1293            | Розпорядження Представника Президента України в Тернопільській області від 25.06.1992 р. №243                                                                |
| 12 | Могила воїна-афганця Погорілого І.М.                                      | 1986 р.       | с. Нараїв, кладовище                                                  | 3106            | Наказ управління культури Тернопільської обласної державної адміністрації від 27.01.2010 р. № 16                                                             |
| 13 | Багатонаціональне військове кладовище Першої світової війни               | 1914-1918 рр. | с. Нараїв, на горі, урочище «Замчисько», N 49° 31.673', E 24° 46.932' |                 | Наказ управління культури Тернопільської обласної державної адміністрації від 15.03.2018 р. № 35-од                                                          |
| 14 | Пам'ятний знак (хрест) на честь скасування панщини                        | 1848 р.       | с. Нараїв, при в’їзді в село, зліва біля дороги                       | 4414-Тр (3107)  | Наказ управління культури Тернопільської обласної державної адміністрації від 27.01.2010 р. № 16, Наказ Міністерства культури України від 28.01.2014 р. № 42 |
| 15 | Пам'ятне місце загибелі льотчика Радянської армії Браїлка О. С.           | 1965 р.       | с. Нараїв, хутір Запусти, поле                                        | 49              | Рішення виконкому Тернопільської обласної ради від 22.03.1971 р. № 147                                                                                       |
| 16 | Пам'ятний знак (хрест) на честь скасування панщини                        | 1848 р.       | с. Поточани, біля церкви                                              | 4417-Тр (3111)  | Наказ управління культури Тернопільської обласної державної адміністрації від 27.01.2010 р. № 16, Наказ Міністерства культури України від 28.01.2014 р. № 42 |
| 17 | Братська могила воїнів Радянської армії                                   | 1967 р.       | с. Рогачин, центр                                                     | 54              | Рішення виконкому Тернопільської обласної ради від 22.03.1971 р. № 147                                                                                       |

## Пам'ятки монументального мистецтва
| № | Назва                                                                                  | Дата                          | Адреса                                                                                       | Охоронний номер | Документ про взяття на облік                                                                      |
| - | -------------------------------------------------------------------------------------- | ----------------------------- | -------------------------------------------------------------------------------------------- | --------------- | ------------------------------------------------------------------------------------------------- |
| 1 | Пам’ятник провіднику Організації Українських Націоналістів Бандері Степану Андрійовичу | 2003 р.                       | с. Вербів, біля будинку культури                                                             | 1273            | Наказ управління культури Тернопільської обласної державної адміністрації від 18.10.2005 р. № 112 |
| 2 | Скульптура св. Анни                                                                    | к. ХІХ-поч. ХХ ст.            | с. Демня, біля дороги при в’їзді у село                                                      | 2995            | Наказ управління культури Тернопільської обласної державної адміністрації від 27.01.2010 р. № 16  |
| 3 | Пам’ятник поету, письменнику, художнику Шевченку Тарасу Григоровичу                    | 1962 р., реставровано 1988 р. | с. Куряни, біля школи                                                                        | 62              | Рішення виконкому Тернопільської обласної ради від 22.03.1971 р. № 147                            |
| 4 | Скульптура св. Івана Хрестителя                                                        | 1898 р.                       | с. Лапшин, подір’я Федчишини М.Р.                                                            | 2996            | Наказ управління культури Тернопільської обласної державної адміністрації від 27.01.2010 р. № 16  |
| 5 | Скульптура Іоана Хрестителя                                                            | 1854 р.                       | с. Лапшин, х. Колонія, біля дороги Бережани-Нараїв біля джерела, N 49° 29.563' E 24° 51.428' | 2997            | Наказ управління культури Тернопільської обласної державної адміністрації від 27.01.2010 р. № 16  |
| 6 | Скульптура св. Анни                                                                    | 1874 р.                       | с. Лапшин, центр                                                                             | 2998            | Наказ управління культури Тернопільської обласної державної адміністрації від 27.01.2010 р. № 16  |
| 7 | Скульптура архангела Михаїла                                                           | ХІХ ст.                       | с. Нараїв, центр                                                                             | 2999            | Наказ управління культури Тернопільської обласної державної адміністрації від 27.01.2010 р. № 16  |
| 8 | Скульптура Іоана Хрестителя                                                            | ХІХ ст.                       | с. Підвисоке, біля дороги при в’їзді у село                                                  | 3000            | Наказ управління культури Тернопільської обласної державної адміністрації від 27.01.2010 р. № 16  |